# Thlaspidosoma
Thlaspidosoma là một chi bọ cánh cứng trong họ Chrysomelidae.
Chi này được miêu tả khoa học năm 1901 bởi Spaeth.

## Các loài
Chi này gồm các loài:
- Thlaspidosoma dohrni Spaeth, 1901